# فيستربورغ (اتحاد إداري)
اِتِّحاد ڤِيستربُورَغٌ (بالأَلمانِيَّة: Verbandsgemeinden Westerburg) هُو اِتِّحاد إِدارِي أَلمانِيَّ في مِنطَقَة ڤِيستر ڤَآلد كرآيس التَّابِعة لِمُحافظة كُوبلنز في وِلاَية رَآينٌ لَاند - بفَآلز في جُمهُوريَّة أَلمَانيَا الاِتّحاديّة. ويضُمُّ اِتِّحاد ڤِيستربُورغٌ مدِينة واحِدة، وثلَاثة وعِشرُون بَلدة بمِساحة تُقَدَّر بحَوالَي 111 كم².

## مُدُن وبلدَات اِتِّحاد ڤِيستربُورغٌ
يضُمُّ اِتِّحاد ڤِيستربُورغٌ مدِينة واحِدة، وثلَاثة وعِشرُون بَلدة بمِساحة تُقَدَّر بحَوالَي 111 كم². وهي كالتَّالي:

### المُدُن
| اِسم المدِينة     | ٱلِٱسم بالأَلمانِيَّة | عَدد السُكَّان | المِساحَة (كم²) |
| --------------- | ---------------- | ---------- | ------------- |
| مدِينة ڤِيستربُورَغٌ | Stadt Westerburg | 5٬681      | 19            |

### البلدَات
| اِسم البلدَة               | ٱلِٱسم بالأَلمانِيَّة                 | عَدد السُكَّان | المِساحَة (كم²) |
| ------------------------ | -------------------------------- | ---------- | ------------- |
| بَلْدَة أَيلِرتشِنٌ             | Gemeinde Ailertchen              | 591        | 6             |
| بَلْدَة بِلِّينغِنٌ              | Gemeinde Bellingen               | 605        | 4             |
| بَلْدَة بِرزٌهَآنٌ              | Gemeinde Berzhahn                | 487        | 3             |
| بَلْدَة بِرَآندشَآيد           | Gemeinde Brandscheid             | 488        | 3             |
| بَلْدَة إِنسبِل               | Gemeinde Enspel                  | 281        | 1             |
| بَلْدَة غِمُوندِنٌ              | Gemeinde Gemünden                | 1٬007      | 5             |
| بَلْدَة غِيركِنٌرُوت            | Gemeinde Girkenroth              | 594        | 5             |
| بَلْدَة كرُومِّل               | Gemeinde Guckheim                | 947        | 4             |
| بَلْدَة هَآلبس               | Gemeinde Halbs                   | 358        | 2             |
| بَلْدَة هَارتلِينغِنٌ           | Gemeinde Härtlingen              | 382        | 3             |
| بَلْدَة هِيرغِنٌرُوت            | Gemeinde Hergenroth              | 442        | 2             |
| بَلْدَة هُونٌ                 | Gemeinde Höhn                    | 2٬962      | 14            |
| بَلْدَة كَادِنٌ                | Gemeinde Kaden                   | 563        | 2             |
| بَلْدَة كُولبِينغِنٌ            | Gemeinde Kölbingen               | 1٬036      | 4             |
| بَلْدَة لَآنغِنٌهَآنٌ            | Gemeinde Langenhahn              | 1٬387      | 6             |
| بَلْدَة بُوتُّومٌ               | Gemeinde Pottum                  | 1٬002      | 4             |
| بَلْدَة رُوتِنٌهَاينٌ            | Gemeinde Rotenhain               | 523        | 4             |
| بَلْدَة رُوتِنٌبَآخ             | Gemeinde Rothenbach              | 883        | 7             |
| بَلْدَة شتَآلهُوفِنٌ أَم ڤِيسِنٌزِيه | Gemeinde Stahlhofen am Wiesensee | 334        | 2             |
| بَلْدَة شتُوكُوم - بُوشِنٌ       | Gemeinde Stockum - Püschen       | 638        | 4             |
| بَلْدَة ڤِيلتِرسبُورَغٌ          | Gemeinde Weltersburg             | 296        | 3             |
| بَلْدَة ڤِيلّمِنٌرُود            | Gemeinde Willmenrod              | 647        | 4             |
| بَلْدَة ڤِينِّينٌ               | Gemeinde Winnen                  | 501        | 3             |

## وُصلات خارجيّة
- صفحة اِتِّحاد ڤِيستربُورغٌ الرّسميّة (باللُّغَةُ الألمانِيّة).

## مَراجع
1. ↑  "معلومات عن فيستربورغ (اتحاد إداري) على موقع d-nb.info". d-nb.info. مؤرشف من الأصل في 2019-12-11.